# Takács-Nagy Gábor
Takács-Nagy Gábor (Budapest, 1956. április 17. –) Kossuth-díjas magyar hegedűművész és karmester. 

## Életpályája
Hegedűtanulmányait 8 éves korában kezdte a Liszt Ferenc Zeneművészeti Főiskolán, ahol Hubay Jenő-díjat is nyert.  Zeneakadémiai tanárai voltak többek között Rados Ferenc, Mihály András és Kurtág György is.
1975-ben Schranz Károlyal, Ormai Gáborral és Fejér Andrással együtt alapította meg a Takács Kvartettet. A kvartett a Hungaroton és a Decca Records lemezkiadóknál készített felvételeket. Takács-Nagy 1992-ben kilépett a formációból kezének betegsége végett, amiért fel kellett hagynia a hegedüléssel is. Betegsége miatt személyes feszültségek is kialakultak, miután a kvartett kivándorolt Magyarországról az Egyesült Államokba. Takács-Nagy Gábor elhagyta a kvartettet, majd zenei terápián vett részt, és ezután újra elkezdett hegedülni.
1996-ban Várjon Dénessel (zongora) és Szabó Péterrel (cselló) együtt megalapította a Takács Zongoratriót, és emellett a Budapesti Fesztiválzenekar koncertmestere is lett. 1997-ben a genfi Conservatoire de Musique de Genève vonósnégyes professzoraként csatlakozott a tanszékhez. 1998-ban Tuska Zoltánnal (második hegedű), Papp Sándorral (brácsa) és Perényi Miklóssal (cselló) megalapította a Mikrokosmos vonósnégyest.
Takács-Nagy a karmesterség iránt is érdeklődni kezdett. 2005-ben a genfi Festival de Bellerive rezidens együtteseként, amelynek társművészeti vezetője is volt megalapította a Camerata Bellerive vonószenekart. 2007-ben a Verbier Fesztivál Kamarazenekar zeneigazgatója, valamint a Magyar Állami Szimfonikus Zenekar és a MÁV Szimfonikus Zenekar vezető vendégkarmestere lett. 
2010-ben a MÁV Szimfonikus Zenekar vezető karmestere és művészeti vezetője, 2012/2013-as évadtól pedig a Budapesti Fesztiválzenekar vezető vendégkarmestere lett.
2010-ben a Manchester Camerata Bellerive vonószenekar bejelentette Takács-Nagy kinevezését ötödik vezető karmesterévé (és zeneigazgatójává) a 2011-2012-es évadtól kezdődően. Azóta a Manchester Cameratával kereskedelmi felvételeket is készített az Avie kiadónál, majd a Chandos Recordsnál is. A Chandos a Manchester Camerataval és Takács-Nagy Gáborral egy többéves projektbe kezdett, amelynek keretében a kiváló zongoraművésszel, Jean-Efflam Bavouzet-tel közösen adják elő és rögzítik Mozart összes zongoraversenyét Stoller Hallban, a Chetham School of Music koncerttermében.
Takács-Nagy Gábor 2013-ban az Irish Chamber Orchestra (ICO) vezető művészeti partnere, és a Royal Northern College of Music nemzetközi kamarazenei tanszékének vezetője lett. 2024-ben Kossuth-díjat kapott.

## Magánélete
1991-ben vette feleségül a Burnley-ben született Lesley de Sengert (született Townson). Két lányuk van.

## Fordítás
Ez a szócikk részben vagy egészben  a   Gábor Takács-Nagy című angol Wikipédia-szócikk ezen változatának fordításán alapul.  Az eredeti cikk szerkesztőit annak laptörténete sorolja fel. Ez a jelzés csupán a megfogalmazás eredetét és a szerzői jogokat jelzi, nem szolgál a cikkben szereplő információk forrásmegjelöléseként.